# Andrej Januarjevics Visinszkij
Andrej Januarjevics Visinszkij (Андрей Януарьевич Вышинский, Andriej Januariewicz Wyszynski) (Odessza, 1883. december 10. – New York, 1954. november 22.) lengyel nemzetiségű szovjet jogász, politikus.

## Élete
1902 körül csatlakozott az orosz forradalmi mozgalomhoz, majd az Oroszországi Szociáldemokrata Munkáspárt szakadása (1903) után mensevik lett. A kijevi egyetemen szerzett jogi diplomát és lett ügyvédjelölt, de politikai meggyőződése miatt ügyvédi gyakorlatot nem folytathatott. 1920-ban átlépett a bolsevik pártba, az 1920-as évek elején kisebb politikai, illetve tudományos tisztségeket viselt. 1931-ben nevezték ki a Szovjetunió főügyészévé, illetve igazságügyi népbiztosának helyettesévé, 1933-ban a Szovjetunió főügyészének helyettese, végül pedig 1935-ben főügyésze lett. Ebben a minőségében a sztálini politikai tisztogatások egyik főszereplője volt, a Kamenyev–Zinovjev-, a Pjatakov–Radek, illetve a Buharin-perben is halálos ítéleteket indítványozott a perek szinte valamennyi vádlottja esetében.
Visinszkij a büntetőjog elméletében is „maradandót” alkotott, A perbeli bizonyítás elmélete [a szovjet jogban] (Теория судебных доказательств) című könyvért 1947-ben Sztálin-díjat kapott. E mű elhíresült alaptézise szerint a bizonyítékok királynője a vádlott beismerő vallomása. (Ezzel egy, a középkori Európában közismert – bár már Visinszkij korában sem elfogadott – tételt éltet tovább.)
Államügyészi pályafutása után Visinszkij vezető kormányzati tisztségeket kapott: 1939–1944 között a Népbiztosok Tanácsának elnökhelyettese, 1940–1949 között, illetve 1953-tól haláláig külügyi népbiztos-, illetve külügyminiszter-helyettes, 1949–1953 között külügyminiszter volt. Ezeken a tisztségeken kívül 1939-től a Szovjet Tudományos Akadémia tagja, illetve 1946–1949 között az ENSZ-ben a Szovjetunió állandó képviselőjeként működött.

## Művei magyarul
- A Gestapo ügynökei. Visinszki A. J. vádbeszéde a Pjatakov, Radek és társai bűnperében és az ítélet; Zupka Ferenc, Bratislava, 1937
- A szovjet állam; Cserépvalvi, Bp., 1945 (Kék könyvek)
- Lenin és Sztálin a proletárforradalomról és az államról; ford. Gyáros László; Szikra, Bp., 1948
- A Szovjetunió – a béke őre; Szikra, Bp., 1949
- A szovjet állam- és jogtudomány kérdései. Voprosy teorii gosudarstva i prava c. gyűjteményes munkából. Két tanulmány; Jogi Kiadó, Bp., 1950
- Harc a békéért. A. J. Visinszkij négy beszéde az ENSZ negyedik ülésszakán; Szikra, Bp., 1950 (Nemzetközi kérdések)
- A Szovjetunió harca az Egyesült Nemzetek közgyűlésén a háborús gyújtogatók ellen a világ békéjéért. Részletek Visinszkij beszédeiből; Szikra, Bp., 1951 (Mi van a nagyvilágban? Az Országos Béketanács külpolitikai füzetei)
- A békéért és a népek biztonságáért, az új háború veszélye ellen. Az ENSZ 5. ülésszakán mondott beszédek; ford. Siklósi Mihály; Szikra, Bp., 1951 (Nemzetközi kérdések)
- Andrej J. Visinszkij–Viliam Siroky: A népek békéjéért és biztonságáért. Az Egyesült Nemzetek szervezetében elhangzott beszédek; ford. Fendt Pál, Takács Sándor, Stekel Márta; Magyar Könyvtár, Bratislava, 1951
- Az új világháború veszélyének elhárításáért, a béke megőrzéséért, a nemzetközi biztonság megerősítéséért. Beszéd az ENSZ közgyűlésének 1952 okt. 18-i teljes ülésén; Politikai Kiadó, Bucureşti, 1952
- A perbeli bizonyítás elmélete a szovjet jogban; ford. Benkő Gyula; Akadémiai, Bp., 1952
- A békéért és a népek biztonságáért, az új háború veszélye ellen. Az ENSZ 6. ülésszakán mondott beszédek; Szikra, Bp., 1952 (Nemzetközi kérdések)
- Perbeszédek; ford. Tardy Lajos; Szikra, Bp., 1953
- A jog és az állam kérdései Marxnál; ford. Benkő Gyula; Jogi Kiadó, Bp., 1953 (Magyar-Szovjet Társaság Jogtudományi Szakosztályának kiskönyvtára)